# La Loca de Hojalata
La Loca de Hojalata es un dúo peruano de Chiptunes con marcadas influencias de Música experimental compuesto por Conde duque  y Gatodemichi. Influenciado por los chiptunes, Game Boys, Arduino, LSDJ, flexión de circuitos y, en general, instrumentos transformadores y modificadores y estructura electrónica para procrear especímenes de sonido. Por lo general, su música genera ruido interpretado por 8 bits de potentes y rasgueos de guitarras eléctricas.

## Historia
Influenciados por el chiptunes, la programación en arduino, gameboys, cassiotones, el circuit bendig y sobre todo hackeando instrumentos o modificando la estructura electrónica de las máquinas, para procrear aparatos bastardos, mutantes, impuros, simplemente huérfanos bebes probetas del sonido, y realizar mediante el ruido música de 8 bits con rasgueos de poderosas, desalineadas, y trepidantes guitarras eléctricas.
Por el 2007 salen en el compilatorio No hit wonder, el último disco de despedida del sello Internerds Recors, con la canción Matarazzo.
En el 2008 tocarían en vivo por primera vez para los amigos. En el 2008 también saldría su primer ep homónimo bajo el sello ruidista experimental Aloardi. 
En el 2012 participarían en el compilatorio Ramones en nuestros corazones de Baratija Records con una versión chiptuneada de la canción Have a Nice Day y un vídeo error Loop Lo-Fi de la canción mencionada.
En enero de 2013 salen bajo el sello Muteant Sounds (USA) sacan su segundo EP “Vomitemos ya!”, y en febrero bajo el sello Lowtoy (España) sacan su tercer EP “Amigo, prendamos un fuego”.

## Discografía

### EP
- La loca de hojalata (2007)[9]
- Vomitemos Ya! (2013)[10]
- Amigo, prendamos un fuego! (2013)[11]
- Los cacheros del ritmo (2014)
- El circuito de la ofrenda magnética (2015)

### Compilatorios
- No Hit Wonder
- Ramones En Nuestros Corazones: Homenaje Peruano
- 70's Chiptune Cover Compilation[12]